# Masayuki Nakagomi
Masayuki Nakagomi (jap. 中込 正行, Nakagomi Masayuki; * 17. August 1967 in der Präfektur Yamanashi) ist ein ehemaliger japanischer Fußballspieler.

## Karriere
Nakagomi erlernte das Fußballspielen in der Schulmannschaft der Kizan Technical High School und der Universitätsmannschaft der Nippon Sport Science University. Seinen ersten Vertrag unterschrieb er 1990 bei Toshiba. Der Verein spielte in der höchsten Liga des Landes, der Japan Soccer League. Für den Verein absolvierte er 62 Spiele. 1994 wechselte er zum Ligakonkurrenten PJM Futures. Für den Verein absolvierte er 30 Spiele. 1995 wechselte er zum Ligakonkurrenten Fukuoka Blux (heute: Avispa Fukuoka). 1995 wurde er mit dem Verein Meister der Japan Football League und stieg in die J1 League auf. Für den Verein absolvierte er 54 Spiele. Ende 1997 beendete er seine Karriere als Fußballspieler.